# 印第安納州立大學
印第安納州立大學（英語：Indiana State University，縮寫：ISU）是一所位于美國印第安納州特雷霍特的公立大學，成立于1865年。它是美國中西部的較好的大學之一，原本是一所師範學校，1965年升格為大學。

## 學術
其排名則依照排名機構的不同有較大變化，不過其商學院普遍享有較高聲譽。大學下共分六個學院，圖書館藏書130万冊。

## 外部連接
- 官方网站

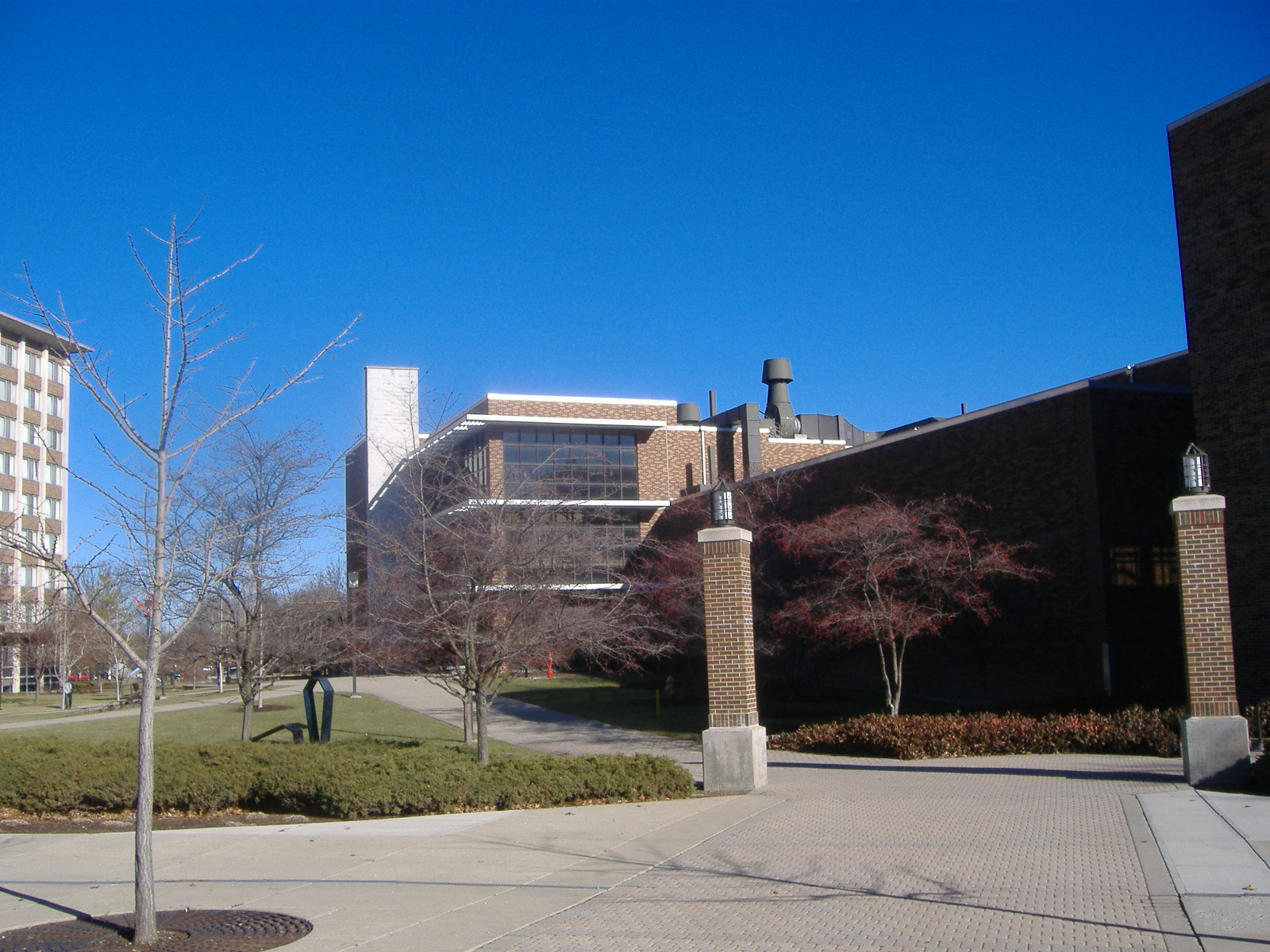
大學校園

- Indiana State Athletics website（页面存档备份，存于）

39°28′10″N 87°24′25″W / 39.469525°N 87.40706°W